# Richard Cocks
Richard Cocks (Seighford, 1566 – 27 marzo 1624) è stato un navigatore e mercante britannico.
Fece parte della Compagnia britannica delle Indie orientali, succedendo a John Saris al comando dell'avamposto commerciale di Hirado, in Giappone, fino alla chiusura di quest'ultimo nel 1623. Durante la sua permanenza in Giappone, scrisse un diario molto dettagliato a proposito delle attività dei mercanti inglesi all'avamposto e della situazione del paese in quegli anni.

## Biografia
Richard Cocks nacque nel 1566 a Seighford, un piccolo villaggio nella contea di Staffordshire. Suo padre Robert era un fattore al servizio del barone di Stafford nella tenuta di Derrington, mentre la madre, Helen, morì nel 1614 quando Richard aveva già lasciato il paese natale per il Giappone. Ebbe quattro fratelli di cui due, John e Jeram, nati entrambi prima del 1560, mentre Walter e Francis furono battezzati rispettivamente nel 1568 e nel 1572. Ebbe inoltre due sorelle più grandi, Marjory e Joan, nate anch'esse prima degli anni sessanta del XVI secolo.
Il legame di parentela con i Dorrington, nota famiglia di mercanti in quel di Londra, permise al giovane Cocks di entrare nel campo del commercio in qualità di apprendista presso la sartoria di William Hewett a Derbyshire, maturando quell'esperienza nel mondo degli affari e delle pubbliche relazioni che risulterà decisiva nel prosieguo della sua carriera. Terminato il periodo di apprendistato nel 1597, decise di lavorare in proprio e di trasferirsi a Bayonne, in Francia, dove spese diversi anni. Qui incontrò, nel 1603, il diplomatico e contabile Thomas Wilson, con il quale strinse un forte legame di amicizia.
Grazie probabilmente all'esperienza maturata all'estero, Cocks entrò a far parte della Compagnia britannica delle Indie orientali, partecipando all'ottava spedizione partita dall'Inghilterra alla volta dell'Asia nell'aprile del 1611. Ottenuti i permessi per l'avvio di un rapporto commerciale con il Giappone, i mercanti inglesi edificarono il proprio avamposto a Hirado, non lontano da Nagasaki. Qui Cocks succedette a John Saris nella direzione delle attività commerciali, divenendo capo dell'agenzia nel 1614. Tuttavia gli affari dei mercanti inglesi con i giapponesi non andarono come i primi si sarebbero aspettati, e l'obiettivo della Compagnia britannica di conquistare il mercato nipponico si rivelò un fallimento, a causa soprattutto dell'influenza e del potere sul mercato degli olandesi, i quali si erano stabiliti nel Kyūshū già da qualche tempo. Nel tentativo di rimediare alle perdite dell'agenzia, Cocks si mise in contatto con Li Dan, nella speranza di avviare delle relazioni commerciali con i cinesi. Ma l'apertura degli scambi con la Cina prospettata dal capitano cinese non si concretizzò mai e fu uno dei fattori che portarono alla bancarotta e alla chiusura dell'avamposto appena dieci anni dopo la sua istituzione, nel 1623.
Dopo la chiusura dell'agenzia, Cocks lasciò il Giappone morendo durante il viaggio che lo avrebbe riportato in Inghilterra, il 27 marzo 1624.